# Beeldenstorm

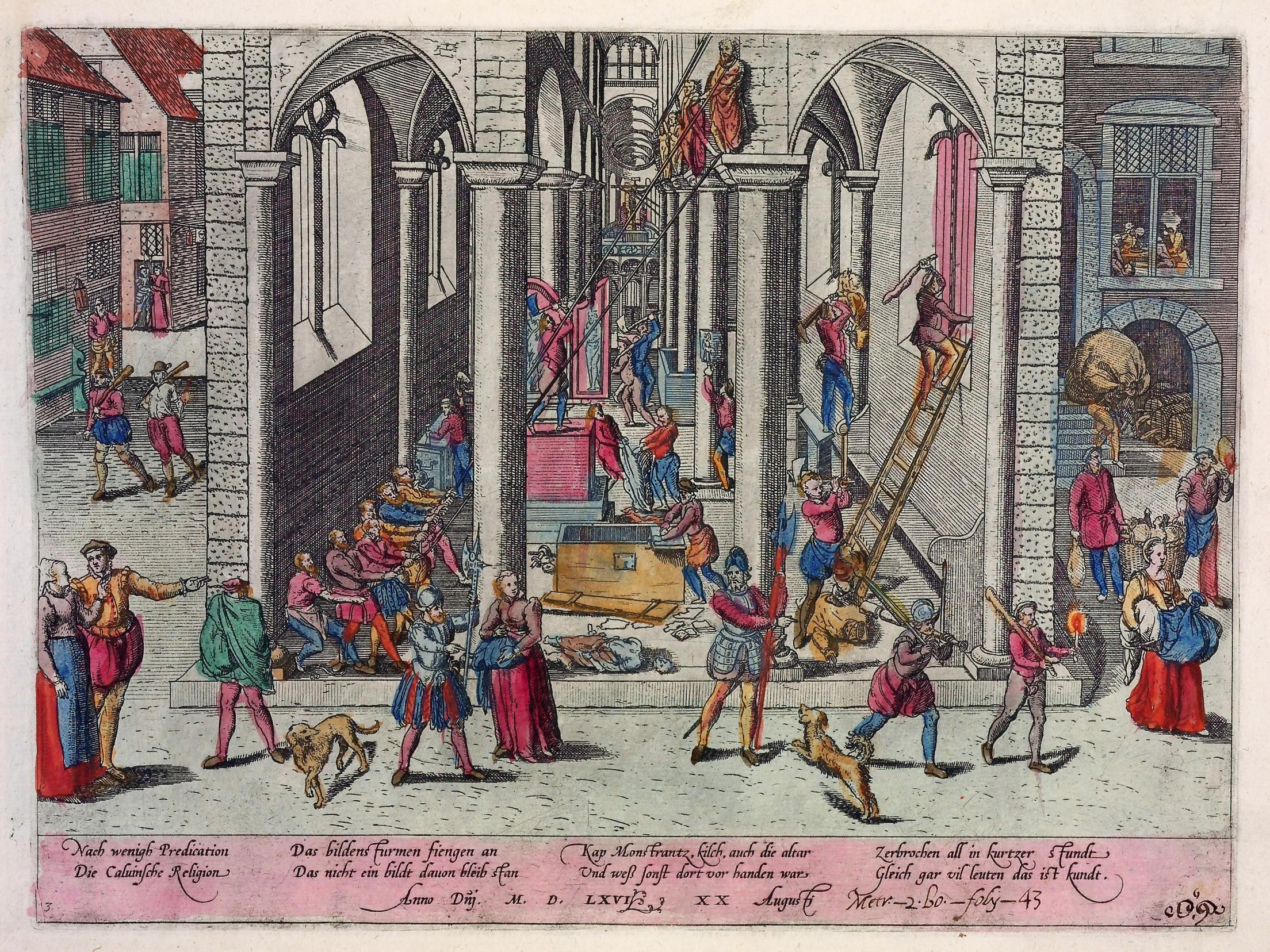
Dibujo de la destrucción de imágenes en la Catedral de Nuestra Señora en Amberes ocurrida el 20 de agosto de 1566, el "evento clave" del Beeldenstorm, por Frans Hogenberg

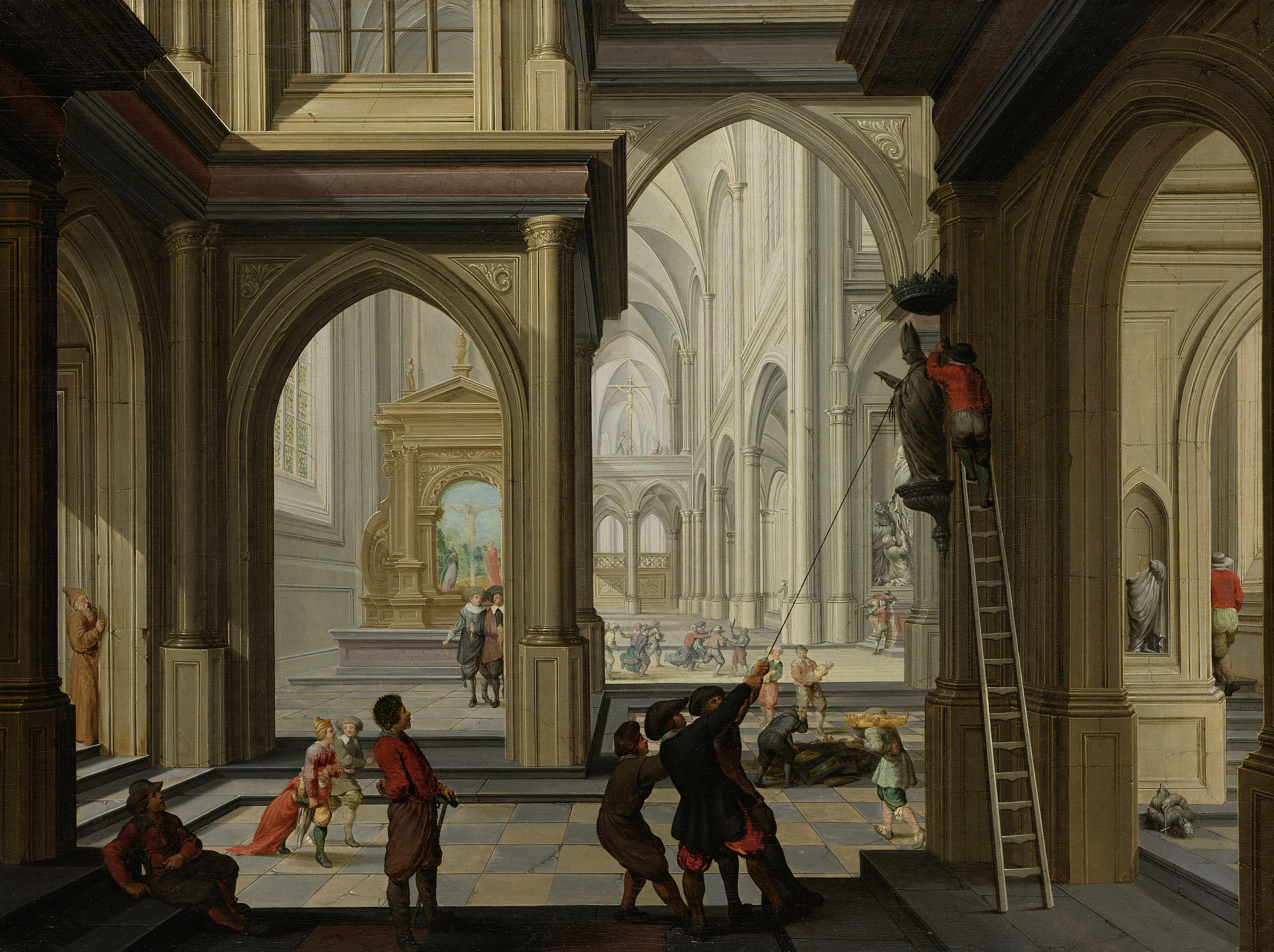
La destrucción de estatuas en una pintura de Dirck van Delen (1630).

Beeldenstorm es el nombre en neerlandés dado a los ataques y la destrucción de imágenes religiosas que tuvieron lugar en Europa durante el siglo XVI. En español se les ha llamado "furia iconoclasta", "asalto a imágenes" o "tormenta de imágenes" (mala traducción por carecer de sentido).
Estos brotes iconoclastas destruyeron elementos del arte católico en las iglesias y monasterios, así como en lugares públicos mediante actos realizados por turbas nominalmente protestantes como parte de la Reforma Protestante. 

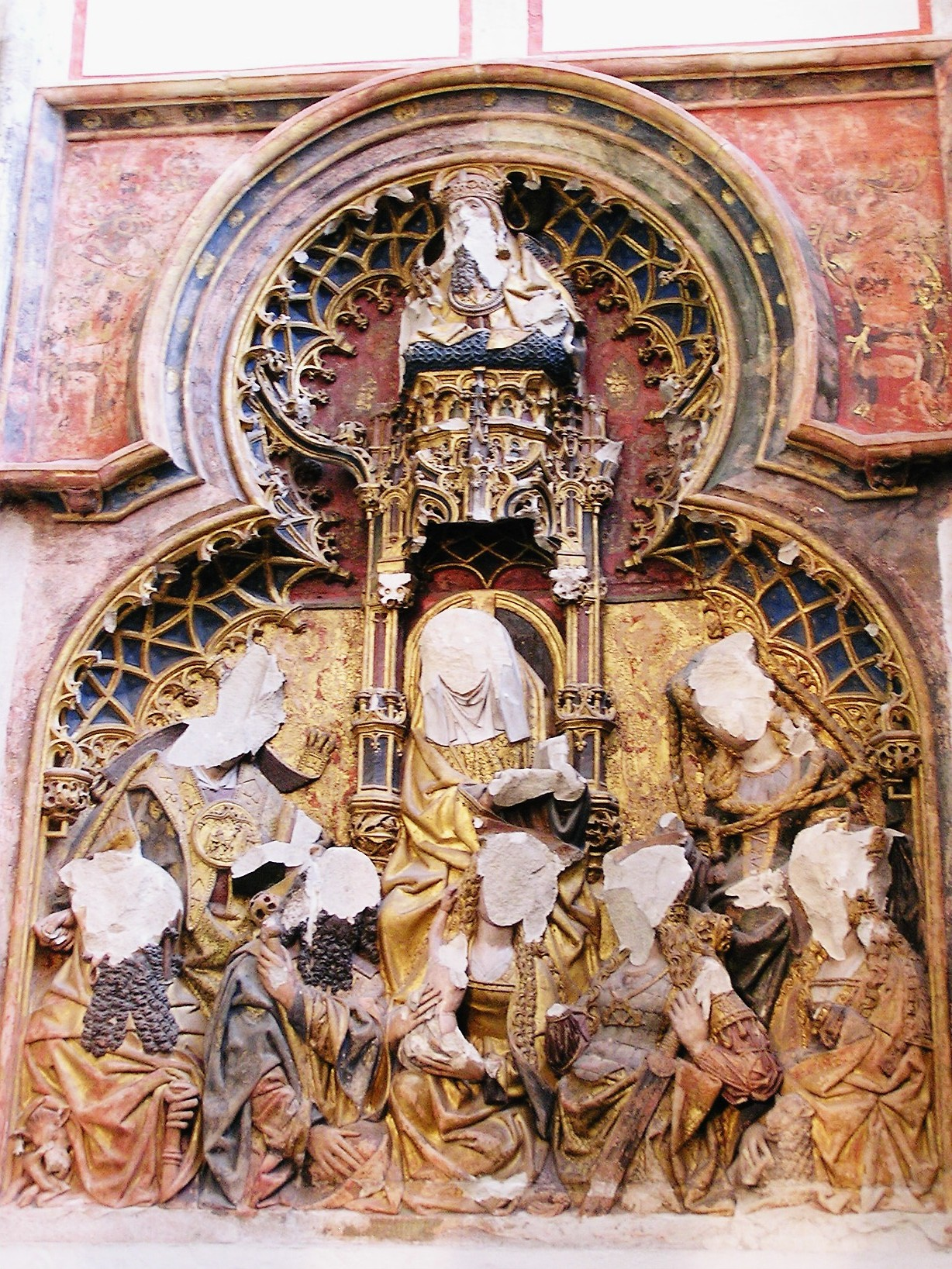
Esculturas decapitadas de un relieve en la catedral de Utrecht.

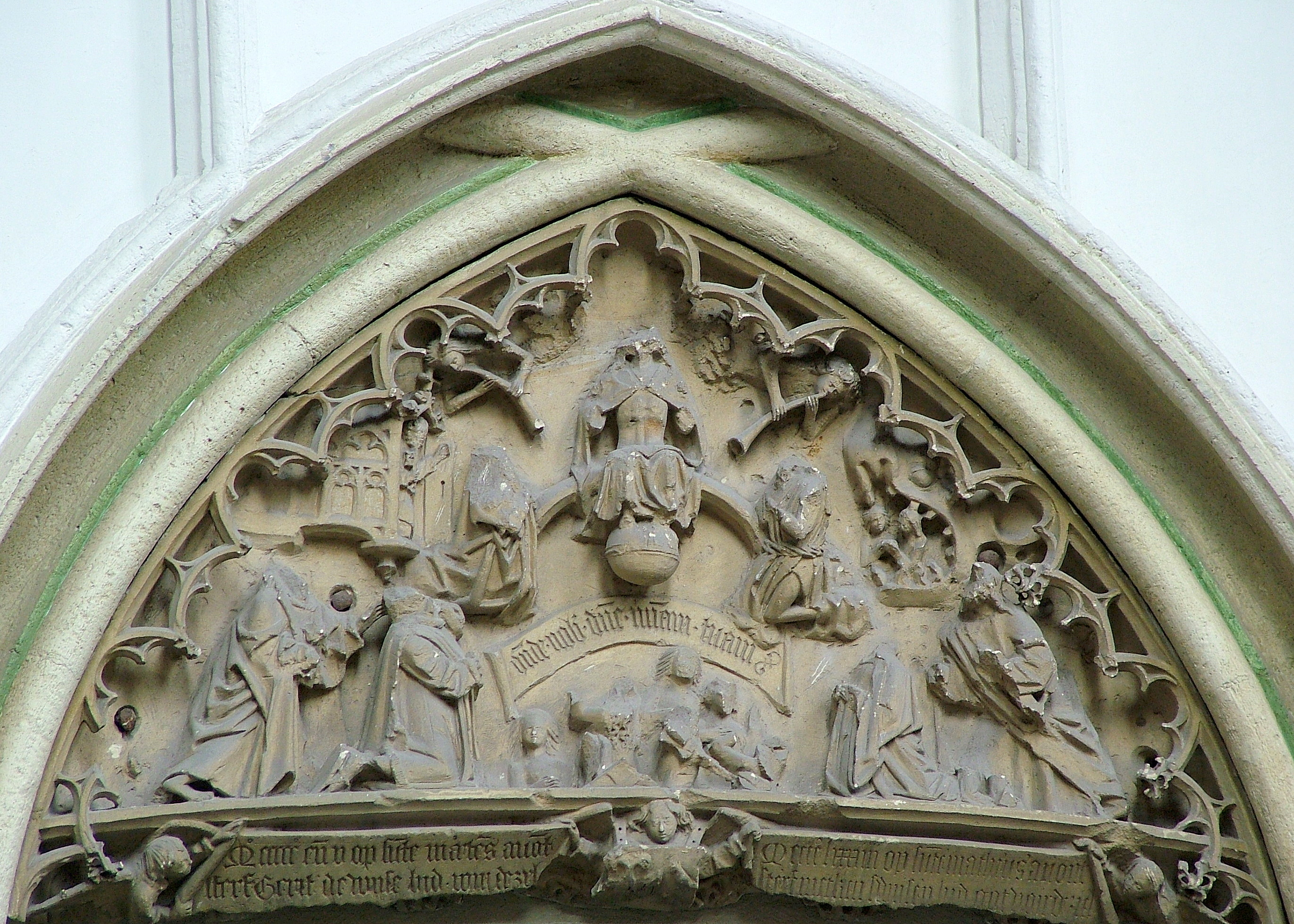
Esculturas decapitadas durante el Beeldenstorm en la entrada de una iglesia en Nimega.

Si bien el término neerlandés se refiere específicamente a la ola de disturbios y ataques iniciados entre el 10 y el 15 de agosto de 1566 en Steenvoorde, Poperinge e Ypres, que se propagaron rápidamente del sur al norte de los Países Bajos Españoles y que no pudieron ser controlados hasta octubre, brotes iconoclastas similares habían ocurrido anteriormente en otros lugares de Europa, especialmente durante la Reforma en Suiza y el Sacro Imperio Romano Germánico en el período entre 1522 y 1566, principalmente en Zúrich (en 1523), Copenhague (1530), Münster (1534), Ginebra (1535) y Augsburgo (1537). 

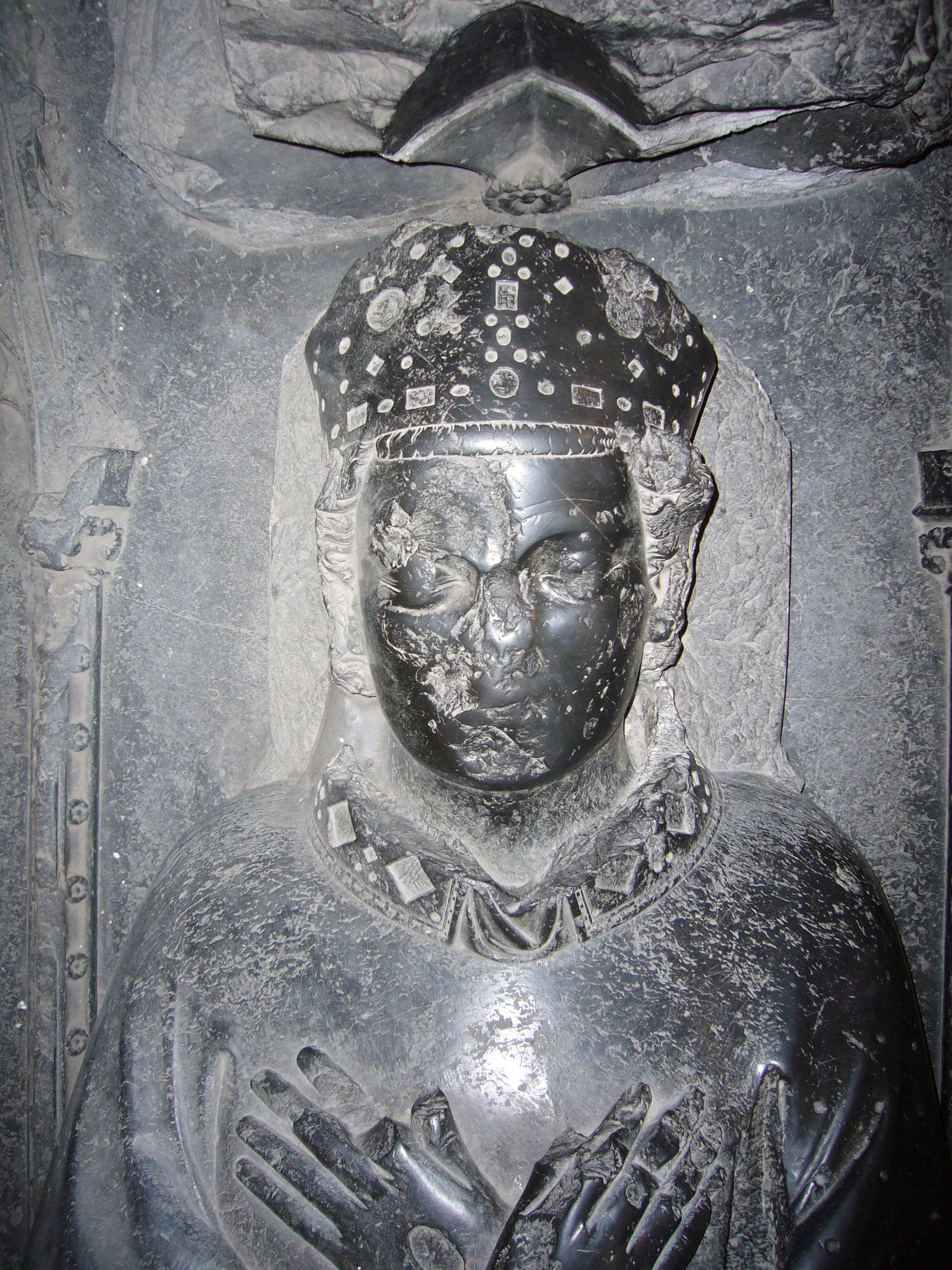
Rostro desfigurado de la tumba de Guy de Avesnes, arzobispo de Utrecht.

En Inglaterra y a partir de 1535, se retiraron imágenes en actuaciones alentadas por el gobierno y también hubo ataques espontáneos. Un proceso similar tuvo lugar en Escocia a partir de 1559. En Francia, a partir de 1560 hubo varios brotes como parte de las Guerras de religión francesas.